# Чудо со статиром
«Чудо со статиром» (также «Чудо с динарием») (итал. Pagamento del tributo) — фреска итальянского живописца Мазаччо. Создана в 1425—1427 годах. Находится в часовне Бранкаччи церкви Санта-Мария-дель-Кармине во Флоренции.

## Описание

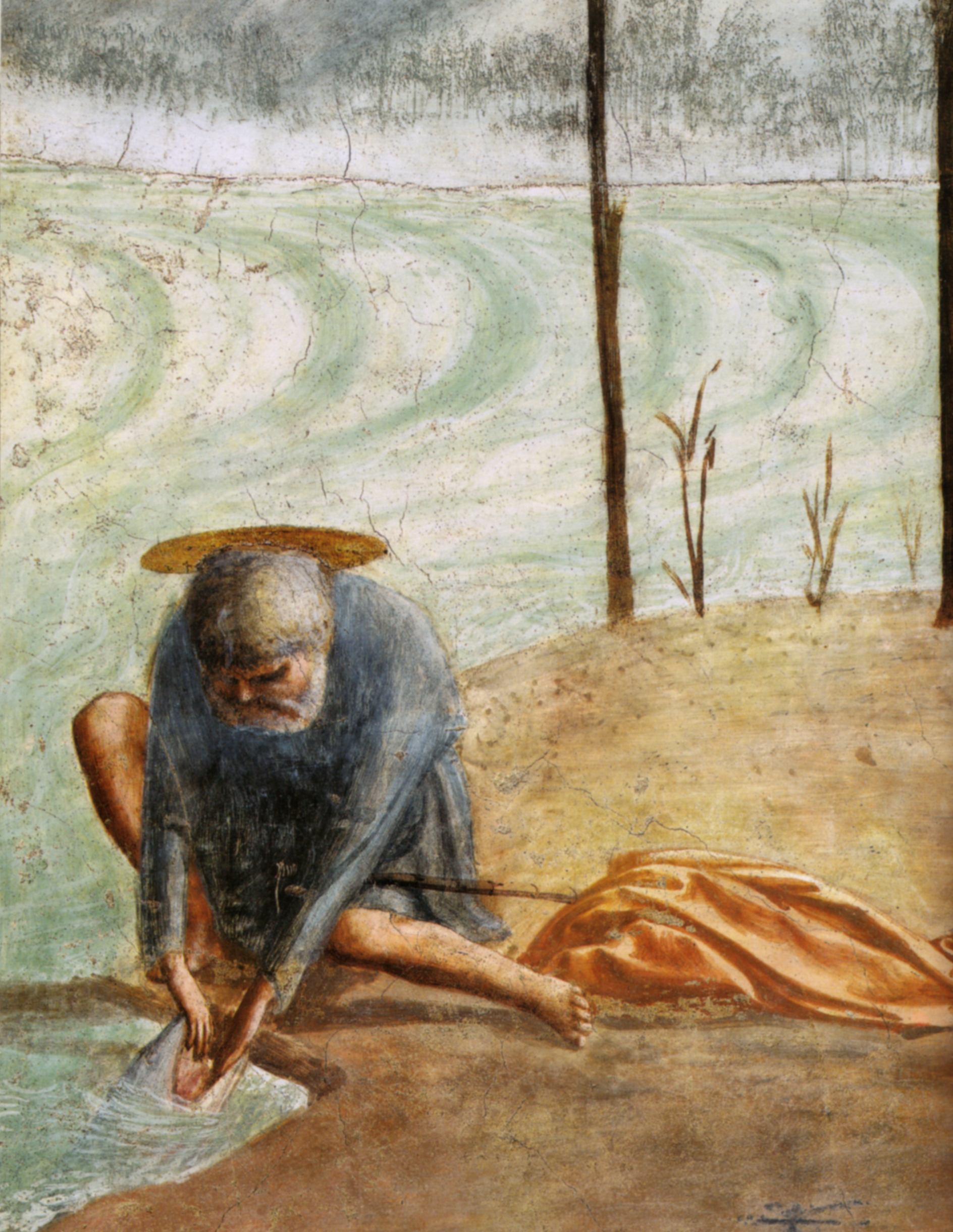
Деталь

Мазаччо работал над фресками часовни Бранкаччи церкви Санта-Мария-дель-Кармине во Флоренции с 1425 по 1427 год.
В композиции «Чудо с динарием» точка стыка ортогоналей находится справа от головы Иисуса Христа, выделяя его среди других равноправных персонажей как центр разворачивающейся драмы. Сдержанный, волевой жест Христа зеркально отражается в фигуре апостола Петра и отдается в обратном направлении в движении руки сборщика налогов. Линии, структурирующие повествование, расходятся от этой центральной фигуры слева и справа — к Петру, который достает статир из рыбы, и Петру, который отдает его мытарю.
Действие лишено тречентистской перегруженности и иррациональной связи элементов. Наоборот, оно лаконично, значительно и следует разумной логике. Новый тип представляют собой и участники события. Это массивные, весомые, величественные фигуры, а тень, которую они отбрасывают, акцентирует факт их реального присутствия. Светотеневое моделирование и твердо очерченные контуры обнаруживают их рельефную пластику. Формы тела подчеркиваются одеждой, ниспадающей крупными широкими складками, на манер античной драпировки. Позы и выражения лиц персонажей спокойны и собраны, они полны той моральной силы, которая приводит к достойным человеческим деяниям.